# لاپالما جنوبی (تگزاس)
لاپالما جنوبی (به انگلیسی: South La Paloma) یک منطقهٔ مسکونی در ایالات متحده آمریکا است که در شهرستان جیم ولز، تگزاس واقع شده‌است. لاپالما جنوبی ۳۴۵ نفر جمعیت دارد و ۴۶٫۹۴ متر بالاتر از سطح دریا واقع شده‌است.